# Gymnosoma iranica
Gymnosoma iranica är en tvåvingeart som först beskrevs av Zimin 1966.  Gymnosoma iranica ingår i släktet Gymnosoma och familjen parasitflugor.
Artens utbredningsområde är Iran. Inga underarter finns listade i Catalogue of Life.